# Leptotarsus (Longurio) macarius
Leptotarsus (Longurio) macarius is een tweevleugelige uit de familie langpootmuggen (Tipulidae). De soort komt voor in het Afrotropisch gebied.